# 原子力災害拠点病院
原子力災害拠点病院（げんしりょくさいがいきょてんびょういん）は、原子力災害時に被災地域の原子力災害医療の中心となって機能する医療機関である。

## 医療体制
放射性物質による汚染や被ばくの状況に応じて、下記の医療体制により対応する。
- 【原子力災害拠点病院の役割】原子力災害時において、汚染の有無にかかわらず傷病者等を受け入れ、被ばくがある場合には適切な診 療等を行う。
- 【原子力災害拠点病院を支援】高度被ばく医療支援センター及び原子力災害医療・総合支援センター（国指定）（国立研究開発法人量子科学技術研究開発機構、国立大学法人長崎大学等が実施）
  - 原子力災害拠点病院では対応できない高度専門的な診療を行うほか、原子力災害拠点病院等での診療に対して専門的助言を行う。
  - 原子力災害医療・総合支援センターは原子力災害 医療派遣チームの派遣調整を行うほか、平時から原子 力災害拠点病院へ研修、指導、助言を行う。
- 【原子力災害拠点病院に協力】原子力災害医療協力機関（都道府県指定）
  - 原子力災害医療や立地道府県等が行う原子力災害対策等を支援する。

## 施設要件
（この節の出典）
- 指定主体：都道府県
- 診療機能
  - 汚染の有無にかかわらず傷病者に対する高度 診療
  - OIL4超傷病者に対する線量測定/除染処置
  - 被ばく傷病者等に対する線量測定/集中治療 等
- 医療連携
  - 原子力災害医療協力機関からの被ばく傷病者等受入れ
  - 高度被ばく医療支援センター等への患者搬送
  - 原子力災害医療派遣チームの支援の受入れ
- 医療従事者
  - 救急/災害医療の専門的知識/技能を有する医師
  - 被ばく医療の専門的な知識/技能を有する医師
  - 放射線防護をした上で必要な看護可能な看護師
  - 専門家の指示により線量評価等が行える者
  - 除染処置に対し専門的知識/技能を有する者 等
- 施設
  - 除染室
  - 被ばく傷病者等に対して救急処置を行う処置室
  - 被ばく傷病者等に対して入院治療が行える病室
- 設備備品等（救急/災害医療に必要な設備等に以下を追加）
  - 放射線防護に必要な資機材
  - 放射線測定機器（外部被ばく/内部被ばく評価等）
  - 被ばくの診療に必要な設備及び医薬品（ＫＩ等）
  - 除染するために必要な資機材
  - 汚染物の一時保管庫、災害時の通信回線 等
- 研修訓練
  - 自施設職員/管轄内の原子力災害医療協力機関の職員等、自施設以外の関係者に対する研修を定期的に実施
  - 訓練の定期的開催
  - 立地道府県等の訓練の参加
- 連携体制
  - 立地道府県等と協力し、関係機関等とのネットワーク構築
- 派遣チーム
  - 原子力災害医療派遣チームの保有

## 高度被ばく医療支援センター一覧（2020年4月1日現在）
（この節の出典）
- 国立大学法人弘前大学
- 公立大学法人福島県立医科大学
- 国立研究開発法人量子科学技術研究開発機構
- 国立大学法人広島大学
- 国立大学法人長崎大学

## 原子力災害拠点病院一覧（2020年4月1日現在）
（この節の出典）
- 公立大学法人札幌医科大学附属病院
- 国立大学法人北海道大学病院
- 青森県立中央病院
- 八戸市立市民病院
- 国立大学法人東北大学東北大学病院
- 独立行政法人国立病院機構仙台医療センター
- 日本赤十字社石巻赤十字病院
- 公立大学法人福島県立医科大学附属病院
- 日本赤十字社福島赤十字病院
- 南相馬市立総合病院
- 独立行政法人国立病院機構水戸医療センター
- 国立大学法人筑波大学附属病院
- 茨城県立中央病院
- 国立大学法人新潟大学医歯学総合病院（基幹原子力災害拠点病院）
- 新潟県立がんセンター新潟病院
- 富山県立中央病院
- 国立大学法人富山大学附属病院
- 国立大学法人金沢大学附属病院
- 独立行政法人国立病院機構金沢医療センター
- 石川県立中央病院
- 福井県立病院
- 国立大学法人福井大学医学部附属病院
- 日本赤十字社福井赤十字病院
- 国立大学法人岐阜大学医学部附属病院
- 静岡県立総合病院
- 国立大学法人浜松医科大学医学部附属病院
- 日本赤十字社長浜赤十字病院（基幹原子力災害拠点病院）
- 日本赤十字社大津赤十字病院
- 国立大学法人滋賀医科大学医学部附属病院
- 独立行政法人国立病院機構京都医療センター（基幹原子力災害拠点病院）
- 国立大学法人京都大学医学部附属病院
- 公立大学法人京都府立医科大学附属病院
- 独立行政法人国立病院機構大阪医療センター
- 鳥取県立中央病院
- 国立大学法人鳥取大学医学部附属病院
- 島根県立中央病院
- 国立大学法人島根大学医学部附属病院
- 独立行政法人国立病院機構岡山医療センター
- 国立大学法人愛媛大学医学部附属病院
- 日本赤十字社松山赤十字病院
- 愛媛県立中央病院
- 市立八幡浜総合病院
- 国立大学法人九州大学病院
- 日本赤十字社唐津赤十字病院
- 地方独立行政法人佐賀県医療センター好生館
- 国立大学法人佐賀大学医学部附属病院
- 独立行政法人国立病院機構長崎医療センター
- 国立大学法人鹿児島大学病院
- 社会福祉法人恩賜財団済生会川内病院